# Bučum
Bučum (izvirno srbsko Бучум) je naselje v Srbiji, ki upravno spada pod Občino Svrljig; slednja pa je del Niškega upravnega okraja.

## Demografija
V naselju, katerega izvirno (srbsko-cirilično) ime je Бучум, živi 103 polnoletnih prebivalcev, pri čemer je njihova povprečna starost 65,1 let (60,1 pri moških in 69,9 pri ženskah). Naselje ima 53 gospodinjstev, pri čemer je povprečno število članov na gospodinjstvo 2,00.
To naselje je, glede na rezultate popisa iz leta 2002, večinoma srbsko, a v času zadnjih treh popisov je opazno zmanjšanje števila prebivalcev.
|  |

| Demografija | Demografija     | Demografija     |
| Leto        | Št. prebivalcev | Št. prebivalcev |
| ----------- | --------------- | --------------- |
|             |                 |                 |
|             |                 |                 |
|             |                 |                 |
|             |                 |                 |
| 1948        | 490             |                 |
| 1953        | 482             |                 |
| 1961        | 463             |                 |
| 1971        | 365             |                 |
| 1981        | 275             |                 |
| 1991        | 185             | 183             |
| 2002        | 106             | 106             |
|             |                 |                 |

| Etnična sestava po popisu iz leta 2002 | Etnična sestava po popisu iz leta 2002 | Etnična sestava po popisu iz leta 2002 | Etnična sestava po popisu iz leta 2002 | Etnična sestava po popisu iz leta 2002 |
| -------------------------------------- | -------------------------------------- | -------------------------------------- | -------------------------------------- | -------------------------------------- |
| Srbi                                   | Srbi                                   |                                        | 94                                     | 88,67%                                 |
| Jugoslovani                            | Jugoslovani                            |                                        | 12                                     | 11,32%                                 |
| Neznano                                | Neznano                                |                                        | 0                                      | 0,0%                                   |